# Whatever Happened to Harold Smith?
Whatever Happened to Harold Smith? / ¿Qué le ocurrió a Harold Smith?  es una película británica escrita por Ben Steiner, dirigida por Peter Hewitt y lanzada en 1999 que fue filmada en Sheffield.

## Sinopsis
La película es una historia de amor en la década de 1970, mostrando los esfuerzos de Vince Smith en salir con su colega de oficina Joanna Robinson. Vince intenta que ella se una a una disco, pero sin él saberlo, Joanna es punk. Esto ocurre en un contexto donde el padre de Vince, Harold se convierte en una celebridad debido a sus poderes psíquicos, leer mentes y tener telequinesis.

## Elenco
- Tom Courtenay - Harold Smith
- Michael Legge - Vincent Smith
- Lulu - Irene Smith
- Laura Fraser - Joanna Robinson
- Stephen Fry - Dr. Peter Robinson
- Charlotte Roberts - Lucy Robinson
- Amanda Root - Margaret Robinson
- David Thewlis - Nesbit
- Charlie Hunnam - Daz
- James Corden - Walter